# تاقدمت
تاقدمت إحدى بلديات دائرة مشرع الصفاء التابعة لولاية تيارت الجزائرية.
تعرف بموقعها الاستراتيجي الهام وكذلك تتابعت عليها الكثير من الحضارات القديمة. تعد المنطقة عاصمة الدولة الرستمية قديما، كما كانت العاصمة الثانية للأمير عبد القادر. وتزخر تاقدمت بمنطقة أثرية ومناظر طبيعية جميلة.